# Хэмптонс-эт-Бока-Рейтон

## География
По данным Бюро переписи населения США статистически обособленная местность Хэмптонс-эт-Бока-Рейтон имеет общую площадь в 6,99 квадратных километров, из которых 6,47 кв. километров занимает земля и 0,52 кв. километров — вода. Площадь водных ресурсов округа составляет 7,44 % от всей его площади.
Статистически обособленная местность Хэмптонс-эт-Бока-Рейтон расположена на высоте 5 м над уровнем моря.

## Демография
| Год переписи        | Нас.  |  | %±    |
| ------------------- | ----- |  | ----- |
| 1990                | 11686 |  | —     |
| 2000                | 11306 |  | −3,3% |
| 1990–2000 Источник: |       |  |       |

По данным переписи населения 2000 года в Хэмптонс-эт-Бока-Рейтон проживало 11 306 человек, 3047 семей, насчитывалось 6336 домашних хозяйств и 7729 жилых домов. Средняя плотность населения составляла около 1617,45 человек на один квадратный километр. Расовый состав населённого пункта распределился следующим образом: 94,80 % белых, 1,66 % — чёрных или афроамериканцев, 0,04 % — коренных американцев, 1,47 % — азиатов, 0,01 % — выходцев с тихоокеанских островов, 1,09 % — представителей смешанных рас, 0,93 % — других народностей. Испаноговорящие составили 4,62 % от всех жителей статистически обособленной местности.
Из 6336 домашних хозяйств в 9,9 % воспитывали детей в возрасте до 18 лет, 42,6 % представляли собой совместно проживающие супружеские пары, в 4,2 % семей женщины проживали без мужей, 51,9 % не имели семей. 48,3 % от общего числа семей на момент переписи жили самостоятельно, при этом 43,5 % составили одинокие пожилые люди в возрасте 65 лет и старше. Средний размер домашнего хозяйства составил 1,78 человек, а средний размер семьи — 2,52 человек.
Население статистически обособленной местности по возрастному диапазону по данным переписи 2000 года распределилось следующим образом: 10,6 % — жители младше 18 лет, 2,7 % — между 18 и 24 годами, 12,9 % — от 25 до 44 лет, 13,9 % — от 45 до 64 лет и 59,9 % — в возрасте 65 лет и старше. Средний возраст жителей составил 73 года. На каждые 100 женщин в Хэмптонс-эт-Бока-Рейтон приходилось 70,6 мужчин, при этом на каждые сто женщин 18 лет и старше приходилось 67,4 мужчин также старше 18 лет.
Средний доход на одно домашнее хозяйство статистически обособленной местности составил 30 365 долларов США, а средний доход на одну семью — 47 798 долларов. При этом мужчины имели средний доход в 41 173 доллара США в год против 28 906 долларов среднегодового дохода у женщин. Доход на душу населения статистически обособленной местности составил 30 365 долларов в год. 3,9 % от всего числа семей в населённом пункте и 7,3 % от всей численности населения находилось на момент переписи населения за чертой бедности, при этом 2,4 % из них были моложе 18 лет и 8,8 % — в возрасте 65 лет и старше.